# Бюлаг-Біч (Огайо)
Бюлаг-Біч (англ. Beulah Beach) — переписна місцевість (CDP) в США, в окрузі Ері штату Огайо. Населення — 75 осіб (2020).

## Географія
Бюлаг-Біч розташований за координатами 41°23′31″ пн. ш. 82°26′35″ зх. д. / 41.39194° пн. ш. 82.44306° зх. д. (41.391876, -82.442947).  За даними Бюро перепису населення США в 2010 році переписна місцевість мала площу 0,12 км², уся площа — суходіл.

## Демографія
Згідно з переписом 2010 року, у переписній місцевості мешкали 53 особи в 29 домогосподарствах у складі 17 родин. Густота населення становила 446 осіб/км².  Було 83 помешкання (698/км²).
Расовий склад населення:
| - 96,2 % — білих - 1,9 % — азіатів |

До двох чи більше рас належало 1,9 %. Частка іспаномовних становила 3,8 % від усіх жителів.
За віковим діапазоном населення розподілялося таким чином: 7,5 % — особи молодші 18 років, 45,3 % — особи у віці 18—64 років, 47,2 % — особи у віці 65 років та старші. Медіана віку мешканця становила 61,5 року. На 100 осіб жіночої статі у переписній місцевості припадало 82,8 чоловіків;  на 100 жінок у віці від 18 років та старших — 81,5 чоловіків також старших 18 років.
Середній дохід на одне домашнє господарство  становив 67 083 долари США (медіана — 59 444), а середній дохід на одну сім'ю — 68 537 доларів (медіана — 58 194). 
Цивільне працевлаштоване населення становило 32 особи. Основні галузі зайнятості: освіта, охорона здоров'я та соціальна допомога — 71,9 %, мистецтво, розваги та відпочинок — 28,1 %.